# Чемпионат мира по шоссейным велогонкам 1969
Чемпионат мира по шоссейному велоспорту 1969 года проходил раздельно: профессионалы соревновались 10 августа в Золдере (Бельгия), а любители — с 22 по 24 августа в Брно (Чехословакия).

## Медалисты
| Велогонка     | Золото                                                                            | Золото   | Серебро                                                            | Серебро     | Бронза                                                                  | Бронза |
| ------------- | --------------------------------------------------------------------------------- | -------- | ------------------------------------------------------------------ | ----------- | ----------------------------------------------------------------------- | ------ |
| Мужчины       |                                                                                   |          |                                                                    |             |                                                                         |        |
| Профессионалы | Харм Оттенброс · Нидерланды                                                       | 6ч23’44" | Жюльен Стевенс · Бельгия                                           | то же время | Микеле Данчелли · Италия                                                | +2’18" |
| Любители      | Лейф Мортенсен · Дания                                                            |          | Жан-Пьер Монсере · Бельгия                                         |             | Густаф ван Росбрук · Бельгия                                            |        |
| Команды       | Швеция · Эрик Петтерссон · Йёста Петтерссон · Стуре Петтерссон · Томас Петтерссон |          | Дания · Могенс Фрей · Лейф Мортенсен · Йорген Хансен · Йорген Лунд |             | Швейцария · Ксавьер Курман · Бруно Хубшмид · Йозеф Фукс · Вальтер Бурки |        |
| Женщины       |                                                                                   |          |                                                                    |             |                                                                         |        |
|               | Одри Макэлмури · США                                                              |          | Бернадетте Свиннертон · Великобритания                             |             | Нина Трофимова · СССР                                                   |        |